# 20. Waffen-Grenadier-Division der SS (estnische Nr. 1)
Die 20. Waffen-Grenadier-Division der SS (estnische Nr. 1) (estnisch 20. relvagrenaderide SS-diviis / 20. Eesti SS-vabatahtlike diviis) war eine Grenadier-Division der Waffen-SS im Zweiten Weltkrieg. Ein großer Teil der Truppen und Offiziere bestand aus estnischen Freiwilligen und zum Wehrdienst eingezogenen Esten.

## Geschichte
Von Oktober 1942 bis Mai 1943 hatte bereits die Estnische Legion genannte Einheit bestanden, die am 5. Mai 1943 in die 3. Estnische SS-Freiwilligen-Brigade umgewandelt wurde. Zur Division wurde die Einheit am 24. Januar 1944 unter dem Namen 20. Estnische SS-Freiwilligen-Division erklärt. Am 26. Mai 1944 erhielt sie den Namen 20. Waffen-Grenadier-Division der SS (estnische Nr. 1). Ein estnisches Bataillon „Narwa“ war Teil der SS-Division „Wiking“ gewesen.
Bereits ab Februar 1944 wurde die Division, zunächst noch in ihrer Gliederung als Brigade, an der Narwa eingesetzt. Beim Durchbruch der Roten Armee im Bereich Sillamäe wurde auch die 20. Waffen-Grenadier-Division der SS massiv geschwächt und schließlich zerschlagen.
Der Panzerjäger-Abteilung der Division wurden im August 1944 für eine Neuausrüstung vierzehn Jagdpanzer 38 zugeteilt.
Am 6. Oktober 1944 erfolgte die Neuaufstellung in Neuhammer (Queis), Schlesien. Bis Januar 1945 kämpften Einheiten der Division in Ostpreußen. Als die sowjetische Großoffensive im Januar 1945 begann, verlegte man die Division nach Schlesien, wo sie als Kampfgruppe der 17. Armee unterstellt war.
Der Rückzug im Februar 1945 erstreckte sich in das Gebiet Striegau, wo Teile der Division mit dem Divisionsstab im Raum Neustadt O.S. von sowjetischen Verbänden eingekesselt wurden. Das SS-Freiwilligen-Grenadier-Regiment 46 (estn. Nr. 2) kam den Eingekesselten zu Hilfe und kämpfte den Weg für einige Kampfgruppen und den Divisionsstab aus dem Kessel frei. Bei dieser Aktion wurde der Divisionskommandeur Franz Augsberger getötet. Bis zum Eintreffen seines Nachfolgers Berthold Maack übernahm Alfons Rebane als stellvertretender Kommandeur vorübergehend die Führung der Division. Die ausgebrochenen Kampfgruppen schlugen sich unter dem Verlust aller schweren Waffen nach Böhmen durch, wo sie am 11. Mai 1945 bei Mělník, nordöstlich von Prag in sowjetische Kriegsgefangenschaft gerieten. Teilen der Division gelang die Flucht nach Westen in amerikanische Gefangenschaft.

## Einsatzgebiete
- Januar bis März 1944: Aufstellung der Division im Bereich der Heeresgruppe Nord
- März bis September 1944: Einsatz im Nordosten Estlands
- November 1944 bis Mai 1945: Einsatz in Schlesien und Böhmen im Rahmen der Heeresgruppe Mitte[4]

## Gliederung
- SS-Freiwilligen-Grenadier-Regiment 45 (estnisches Nr. 1)
- SS-Freiwilligen-Grenadier-Regiment 46 (estnisches Nr. 2)
- SS-Freiwilligen-Grenadier-Regiment 47 (estnisches Nr. 3)
- SS-Freiwilligen-Artillerie-Regiment 20
  - SS-Freiwilligen-Divisions-Füsilier-Bataillon 20
  - SS-Panzerjäger-Abteilung 20
  - SS-Freiwilligen-Flak-Abteilung 20
  - SS-Freiwilligen-Pionier-Bataillon 20
  - SS-Nachrichten-Abteilung 20
  - Versorgungseinheiten 20

## Kommandeure
- 20. August 1942 bis 19. März 1945: SS-Brigadeführer und Generalmajor der Waffen-SS Franz Augsberger
- 19. März 1945: SS-Sturmbannführer Hans-Joachim Mützelfeldt
- 20. März 1945 bis 8. Mai 1945: SS-Brigadeführer und Generalmajor der Waffen-SS der Reserve Berthold Maack[5]

## Historische Einordnung und Beurteilung

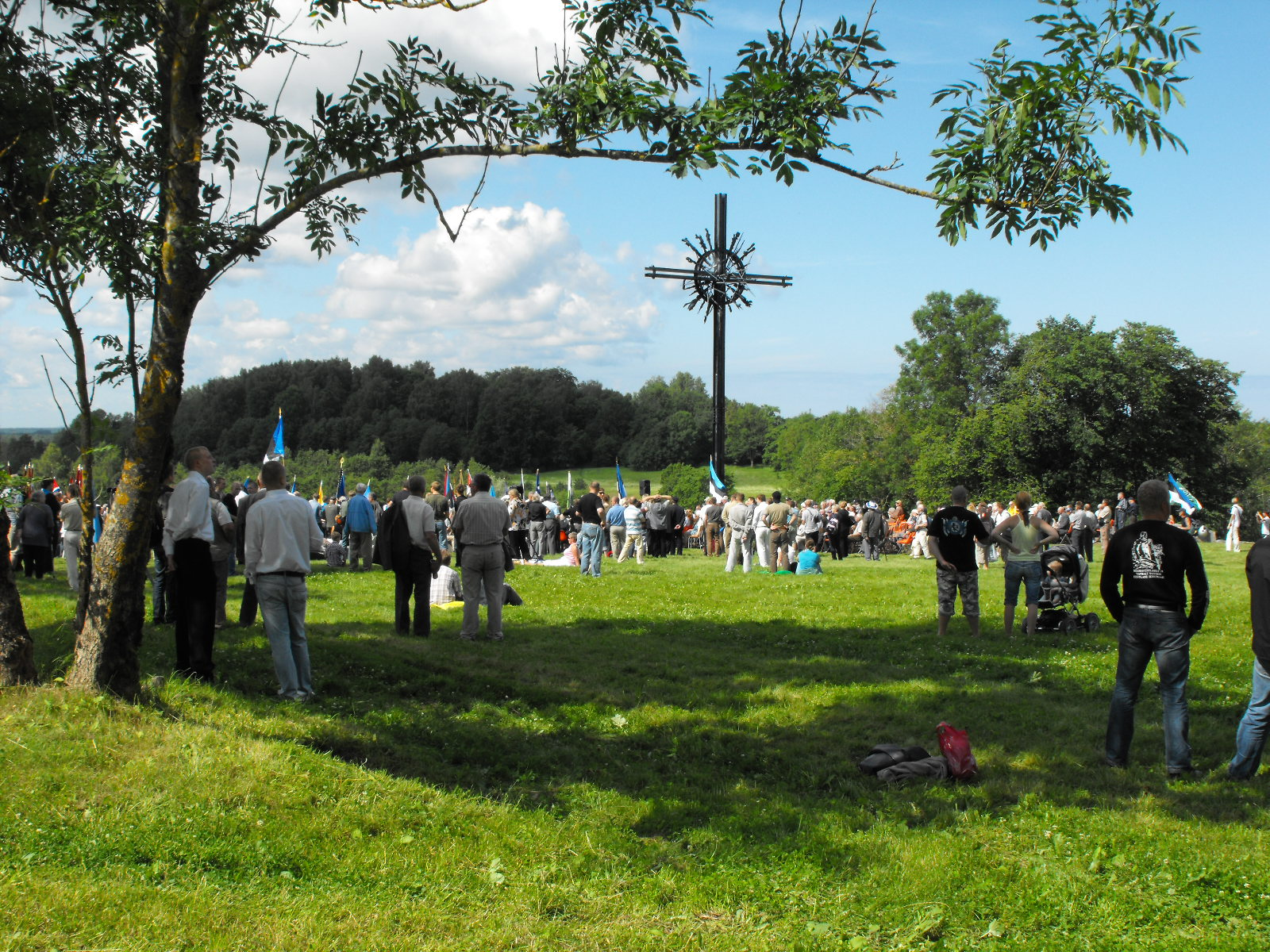
Gedenkfeier mit Veteranen anlässlich des 65. Jahrestages der Kampfhandlungen bei Sinimäe am 26. Juli 2009

In Estland werden die Angehörigen der Waffen-SS heute vielfach als „Freiheitskämpfer“ betrachtet. Nationalistische Kräfte betreiben eine entsprechende öffentliche Ehrung als „Kämpfer gegen die kommunistische Diktatur“. Im März 2012 verabschiedete das Parlament eine Resolution, in der behauptet wird, die Angehörigen der 20. Waffen-SS-Division seien Freiheitskämpfer gewesen. Von estnischer Seite wird dabei stets betont, dass die Angehörigen nur für die Freiheit Estlands gekämpft und angeblich nichts mit den Kriegsverbrechen der SS zu tun gehabt hätten.